# Zweckverband Wasserversorgung Nordostwürttemberg

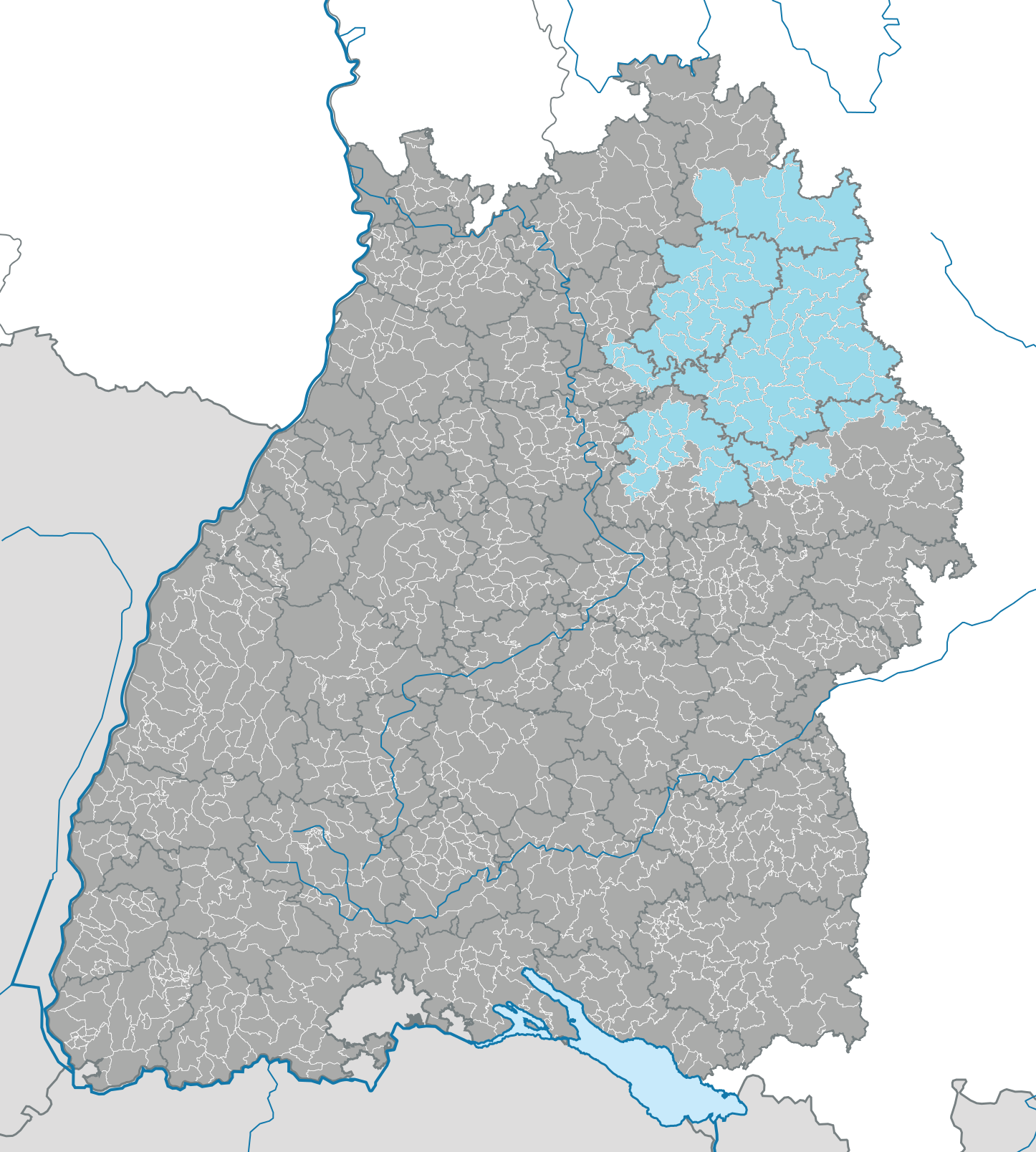
Verbandsgebiet des Zweckverbands Wasserversorgung Nordostwürttemberg im Nordosten von Baden-Württemberg, 2020

Der Zweckverband Wasserversorgung Nordostwürttemberg (NOW) ist ein kommunaler Zweckverband, der 100 Städte und Gemeinden im Nordosten von Baden-Württemberg mit rund 600.000 Einwohnern mit Trinkwasser beliefert. Der Sitz ist in Crailsheim im Landkreis Schwäbisch Hall. Über ein 900 km langes Leitungsnetz verteilt die NOW pro Jahr rund 29 Mio. Kubikmeter Trinkwasser an seine Verbandsmitglieder und ist damit der drittgrößte Fernwasserversorger in Baden-Württemberg.

## Struktur

### Organisation
Die NOW ist als öffentlich-rechtlicher Zweckverband (Körperschaft des öffentlichen Rechts) organisiert nach den Regeln des Zweckverbandsrechts für Baden-Württemberg. Organe des Zweckverbands sind die Verbandsversammlung, der Verwaltungsrat, der Verbandsvorsitzende und die Geschäftsleitung.
Der Verwaltungsrat, der Verbandsvorsitzende und seine beiden Stellvertreter sind von der Verbandsversammlung für eine 5-jährige Wahlperiode gewählt (derzeit bis zum 28. Januar 2029). Verbandsvorsitzender ist Bürgermeister Stefan Neumann (Künzelsau). Erster stellvertretender Verbandsvorsitzender ist Bürgermeister Jürgen Kiesl (Leutenbach); zweiter stellvertretender Verbandsvorsitzender ist Oberbürgermeister Udo Glatthaar (Bad Mergentheim).
Die Geschäftsleitung der NOW besteht aus einem Geschäftsführer, der von der Verbandsversammlung bestellt wird. Seine Amtszeit beträgt 8 Jahre. Geschäftsführer ist Dr. Jochen Damm.
Die NOW beschäftigt ca. 140 Mitarbeiterinnen und Mitarbeiter.

### Verbandsgebiet
Der Zweckverband beliefert Gemeinden und Städte im Landkreis Heilbronn, Hohenlohekreis, Main-Tauber-Kreis, Neckar-Odenwald-Kreis, Ostalbkreis, Rems-Murr-Kreis und im Landkreis Schwäbisch Hall mit Trinkwasser.

### Verbandsmitglieder
Die NOW hat derzeit 75 Verbandsmitglieder (50 Städte und Gemeinden, fünf Stadtwerke, 16 Zweckverbände und vier Landkreise):

#### Städte und Gemeinden / Stadtwerke
A
- Auenwald

B
- Backnang (Stadtwerke Backnang GmbH)
- Bad Mergentheim (Stadtwerk Tauberfranken GmbH)
- Braunsbach
- Bretzfeld
- Bühlertann
- Burgstetten

C
- Creglingen

D
- Dörzbach

E
- Ellenberg
- Ellhofen
- Ellwangen an der Jagst (Stadtwerke Ellwangen GmbH)
- Eschach

F
- Fichtenberg
- Forchtenberg

G
- Gaildorf

H
- Heuchlingen

I
- Igersheim
- Ingelfingen

K
- Korb
- Künzelsau
- Kupferzell

L
- Langenbrettach
- Langenburg
- Leutenbach

M
- Michelbach an der Bilz
- Mulfingen
- Murrhardt

N
- Neuenstein
- Niedernhall
- Niederstetten

O
- Oberrot
- Öhringen
- Oppenweiler

P
- Pfedelbach

R
- Ravenstein
- Remshalden

S
- Satteldorf
- Schöntal
- Schrozberg
- Schwäbisch Hall (Stadtwerke Schwäbisch Hall GmbH)
- Schwaikheim
- Sulzbach an der Murr
- Sulzbach-Laufen

U
- Untermünkheim

W
- Waldenburg
- Wallhausen
- Weikersheim
- Weinstadt
- Weissach im Tal
- Weißbach
- Winnenden (Stadtwerke Winnenden GmbH)
- Wolpertshausen
- Wüstenrot

Z
- Zweiflingen

#### Zweckverbände
- Wasserversorgungsverband Allmersbach im Tal, Allmersbach im Tal
- Biberwasserversorgungsgruppe, Michelfeld
- Bühlertal-Wasserversorgung, Obersontheim
- Gewerbepark Hohenlohe, Künzelsau
- Hardt-Wasserversorgungsgruppe, Aspach
- Hohenloher Wasserversorgungsgruppe, Gerabronn
- Wasserversorgung Jagstgruppe, Crailsheim
- Wasserversorgung Jagsttalgruppe, Krautheim
- Wasserversorgung Kochereckgruppe, Untermünkheim
- Wasserversorgung Menzlesmühle, Welzheim
- Mutlanger Wasserversorgungsgruppe, Mutlangen
- Nassau-Wasserversorgungsgruppe, Weikersheim
- Zweckverband RiesWasserVersorgung, Ellwangen
- Wasserversorgung Rombachgruppe, Aalen
- Wasserversorgung Schmerachgruppe, Ilshofen
- Sulmwasserversorgungsgruppe, Obersulm

#### Landkreise
- Hohenlohekreis (Künzelsau)
- Main-Tauber-Kreis (Tauberbischofsheim)
- Rems-Murr-Kreis (Waiblingen)
- Landkreis Schwäbisch Hall (Schwäbisch Hall)

## Wasserdargebot
Die Jahreswassermenge des Zweckverbands Wasserversorgung Nordostwürttemberg beträgt rund 29 Mio. m³ und stammt zu etwa einem Drittel aus der Eigenwasserproduktion und zu etwa zwei Dritteln aus dem Fremdwasserbezug.
NOW-Trinkwasserproduktion
Für die Eigenwasserproduktion nutzt die NOW aktuell 188 Brunnen und Quellen, deren Rohwasser in neun Wasserwerken aufbereitet wird. Da das Grundwasser im Verbandsgebiet aufgrund der geologischen Lage (Muschelkalkböden) oftmals eine hohe Wasserhärte aufweist, ist in den meisten Wasserwerken eine Enthärtungsanlage installiert, um eine Wasserhärte von < 14 °dH (Deutsche Härte) zu gewährleisten (Härtebereich mittel).
Bezug von Fernwasser
Der Fremdwasserbezug erfolgt über den Zweckverband Landeswasserversorgung (der über Wasservorkommen im württembergischen Donauried sowie im Egautal verfügt und Flusswasser aus der Donau entnimmt) sowie den Zweckverband Bodensee-Wasserversorgung (der sein Wasser aus dem Bodensee gewinnt).

## Infrastruktur
Zur Gewinnung, Aufbereitung und Verteilung von Trinkwasser verfügt die NOW über folgende Netze und Anlagen:
- 9 Wasserwerke
- 188 Wasserfassungen (davon 76 Brunnen und 112 Quellen)
- 98 Speicheranlagen
- 61 Pumpwerke
- 874 km Wasserleitungen (davon 314 km Rohwasser und 560 km Reinwasser)

## Historie
Die NOW wurde am 15. Juni 1953 von den damaligen Landkreisen Backnang, Crailsheim, Künzelsau, Mergentheim, und Schwäbisch Hall gegründet, um Fernwasser aus wasserreicheren Gebieten von Baden-Württemberg in der Region zu verteilen. Im Frühjahr 1954 startete der Leitungsbau für das überregionale Fernwasserversorgungsnetz. Ende 1954 beginnt die erste Wasserlieferung durch die NOW.
In den kommenden 25 Jahren errichtet die NOW ein Versorgungsnetz aus Fernwasserleitungen, Hochbehältern und Pumpwerken, mit dem das von Vorlieferanten bezogene Trinkwasser an die Verbandsmitglieder weiterverteilt wird. Ende der 1970er/Anfang der 1980er Jahre ist der Aufbau des Fernwasserleitungsnetzes weitgehend abgeschlossen. In den folgenden Jahren wird die bestehende Infrastruktur ertüchtigt, modernisiert und bei Bedarf erweitert.
Um die Jahrtausendwende beginnt ein Strukturwandel. Zusätzlich zur Verteilung von Fernwasser wurde ab 1999 ein Dienstleistungsangebot für die Verbandsmitglieder erstellt. Ab Mitte der 2000er Jahre beginnt der Aufbau einer eigenen Wasseraufbereitung. Gemeinsam mit Verbandsmitgliedern wurden Verbundprojekte zur gemeinsamen Aufbereitung der örtlichen Wasservorkommen (NOW-Versorgungskonzeptionen) umgesetzt. Seit 2008 wurden fünf Wasserwerke neu gebaut. Vier Wasserwerke wurden der NOW von Verbandsmitgliedern überlassen und anschließend modernisiert und ausgebaut.

## Leitbild
In einem Leitbild hat die NOW im Jahr 2022 ihre zentralen Ziele und Werte niedergeschrieben:
- Zuverlässigkeit: Hohe Versorgungssicherheit
- Nachhaltigkeit: Weichenstellung heute für die Zukunft
- Qualität: das Beste aus über 180 Brunnen und Quellen
- Umweltbewusstsein: wachsender Einsatz regenerativer Energien
- Verantwortung: für unsere Mitarbeiter und Projekte
- Verbandsgemeinschaft: Stärke durch Kooperation und Wachstum